# Kuhweide (Einheit)
Kuhweide war ein Flächenmaß im Herzogtum Bremen. Das Maß hatte die Flächengröße, auf der nachwachsendes Futter über die Sommersaison eine Kuh ernähren sollte. Die unzureichende Genauigkeit war von der Bodenart und den Witterungsbedingungen abhängig. Als Faustwert galt 30.000 bis 70.000 Quadrat-Fuß Weidengröße. Das Maß ist mit den sogenannten Aussaatmaßen vergleichbar. Bei diesen wurde die Flächengröße durch eine festgelegte Saatgutmenge bestimmt.
Die Unterschiede der Böden, wie Geest-, Sand-, Heide-, Bruch- und Moorboden, Waldboden und Wiesen oder Marsch- und Polderböden wurden auf Kuhweiden reduziert und bewertet.